# Люкгарье
Люкгарье́ (фр. Lucgarier) — коммуна во Франции, находится в регионе Новая Аквитания. Департамент — Атлантические Пиренеи. Входит в состав кантона Валле-де-л’Ус и дю Лагуэн. Округ коммуны — По.
Код INSEE коммуны — 64358.

## География

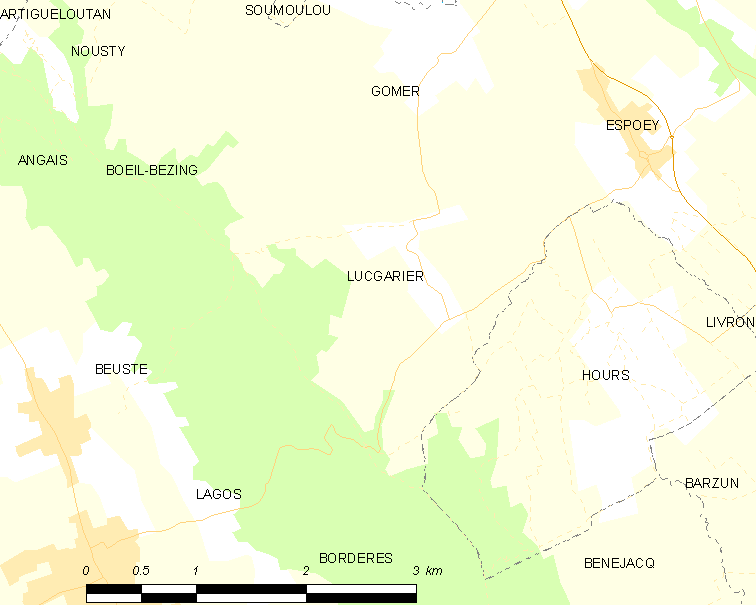
Карта коммуны

Коммуна расположена приблизительно в 660 км к югу от Парижа, в 185 км южнее Бордо, в 17 км к юго-востоку от По.

### Климат
Климат тёплый океанический. Зима мягкая, средняя температура января — от +5 °С до +13 °С, температуры ниже −10 °C бывают редко. Снег выпадает около 15 дней в году с ноября по апрель. Максимальная температура летом порядка +20—+30 °C, выше +35 °C бывает очень редко. Количество осадков высокое, порядка 1100 мм в год. Характерна безветренная погода, сильные ветры очень редки.

## Население
Население коммуны на 2010 год составляло 284 человека.
| 1962 | 1968 | 1975 | 1982 | 1990 | 1999 | 2010 |
| ---- | ---- | ---- | ---- | ---- | ---- | ---- |
| 216  | 239  | 223  | 268  | 294  | 288  | 284  |

## Администрация
| Период | Период | Фамилия          | Партия | Примечания |
| ------ | ------ | ---------------- | ------ | ---------- |
| 1995   | 2001   | Жан-Жозеф Беллок |        |            |
| 2001   | 2020   | Даниэль Велес    |        |            |

## Экономика
В 2010 году среди 198 человек трудоспособного возраста (15—64 лет) 151 были экономически активными, 47 — неактивными (показатель активности — 76,3 %, в 1999 году было 65,4 %). Из 151 активных жителей работали 146 человек (83 мужчины и 63 женщины), безработных было 5 (1 мужчина и 4 женщины). Среди 47 неактивных 10 человек были учениками или студентами, 24 — пенсионерами, 13 были неактивными по другим причинам.